# Плохой парень (фильм, 2023)
«Плохой парень» (англ. Bad Boy) — индийский романтический фильм, поставленный режиссёром Раджкумаром Сантоши. Главные роли исполнили дебютанты Намаши Чакраборти, младший сын Митхуна Чакраборти, и Амрин, дочь продюсера картины Саджита Куреши. Кинолента является ремейком телугу фильма Cinema Choopistha Mava 

## Сюжет
Шубханкар Баннерджи – зам секретаря по качеству и контролю медицинского совета Индии, который придерживается высоких стандартов во всём, даже в личной жизни. Соблюдать это правило он требует и от своей семьи. 
Однажды во время праздника Холи в Баннерджи кидает краску, помидор и тухлое яйцо хулиган и бездельник Рагху, за что получает прозвище «Плохиш». Увидев в газете фотографию очаровательной Риту, дочери Шубханкара, парень влюбляется с первого взгляда. Пытаясь добиться расположения красотки, он под чужим именем поступает в колледж, который посещает девушка, защищает от приставаний сокурсника, даёт пощёчину надоедливому «шпиону» её отца. Риту открывает свои чувства: ей не хочется соответствовать «высоким стандартам», поэтому она ведёт дневник, в который записывает тайные желания (попробовать алкоголь, веселиться в клубах, есть в дорожной закусочной и т.п.). Вместе с Рагху они осуществляют её мечты.
Однажды вернувшись домой, Риту видит, что мать с отцом договариваются о свадьбе своей дочери с сыном их друзей. У себя в комнате девушка звонит любимому. Не прекращая разговор, Рагху приезжает к ней, располагается в гостиной и включает на телефоне громкую связь, чтобы все слышали, кого Риту любит на самом деле. Разгневанный Шубханкар ставит потенциальному зятю условие: последний целый месяц должен будет сам содержать всю семью любимой девушки, в противном случае – исчезнуть из их жизни. Рагху соглашается на сделку и начинает работать водителем. Однако позже понимает, что нужной суммы скопить всё равно не удастся. Он уже совсем отчаивается, но мама уговаривает его не сдаваться и продолжать трудиться.
На следующий день Рагху подвозит до офиса рекламщика, у которого сломалась машина. По дороге парень слушает телефонный разговор своего клиента и предлагает собственную идею для новой рекламы, в результате чего получает гонорар в размере 100 000 рупий. Отец Риту шокирован таким поворотом событий и решает связаться с кузеном жены по имени Полту, бывшим уголовником, чтобы «Плохиш» сам от них сбежал. Однако благодаря смекалке парня все их планы проваливаются. Риту и Рагху хотят быть вместе, даже несмотря на то, что последний беден. Родителям приходится смириться.
Однажды во время езды на мотоцикле влюблённые попадают в аварию. Рагху приходит в себя, берёт любимую на руки и отвозит в больницу. Поскольку месяц ещё не закончился, отец девушки требует, чтобы операцию в размере 500 000 рупий оплатил сам «зять» или же исчез навсегда. Понимая, что это невозможно, Рагху соглашается уйти ради спасения Риту. В это время приходит единственный свободный хирург Кетан Патель, которого когда-то Шубханкар несправедливо на время отстранил от работы за проведение операции в нетрезвом состоянии (в тот день у врача был выходной, но его срочно вызвали в больницу). Однако из-за обиды доктор отказывается лечить его дочь. В отчаянии мать Риту звонит Рагху. Парень сразу же возвращается и каким-то образом ему удаётся уговорить Пателя спасти девушку.
Два месяца спустя. Вся семья счастлива. Однако Шубханкара мучает вопрос: что такого Рагху сказал врачу тогда в больнице? И парень отвечает: он рассказал доктору историю своей любви и пообещал превратить жизнь будущего тестя в кошмар. Также в знак благодарности Рагху познакомил дочь Кетана Пателя с несостоявшимся женихом Риту.

## В ролях
- Намаши Чакраборти — Рагху
- Амрин — Ритупарна «Риту» Баннерджи
- Джонни Левер — Полту
- Даршан Джаривала[англ.] — доктор Кетан Патель
- Сасвата Чаттерджи[англ.] — Шубханкар Баннерджи, отец Риту
- Раджеш Шарма[англ.] — Шамбхунатх, отец Рагху

## Музыка
Вся музыка написана Химешем Решаммия.
| №  | Название            | Текст песни         | Исполнители                                               | Длительность |
| -- | ------------------- | ------------------- | --------------------------------------------------------- | ------------ |
| 1. | «Tera Hua»          | Сония Капур Решамия | Ариджит Сингх, Джотика Тангри                             | 4:40         |
| 2. | «Janabe Ali»        |                     | Химеш Решаммия                                            | 4:05         |
| 3. | «Instaa Vich Story» | Кумаар              | Химеш Решаммия, Винит Сингх, Адити Сингх Шарма, Асис Каур | 4:29         |
| 4. | «Aalam Na Poocho»   | Шабир Ахмед         | Паял Дев, Радж Барман, Аакритти Мехра                     | 4:49         |
| 5. | «Saajnaa»           | Шабир Ахмед         | Асис Каур, Шаан                                           | 3:38         |
| 6. | «Saajnaa - Reprise» | Шабир Ахмед         | Химеш Решаммия, Шаан                                      | 5:16         |

## Интересные факты
- Митхун Чакраборти появляется в камео-роли, когда герои поют песню Janabe Ali.
- Клип на песню Tera Hua снимался в Санкт-Петербурге [2].
- Сцена, где отец Рагху говорит сыну: «Каждый раз, когда ты счастлив, у меня убытки», является отсылкой к другой картине Раджкумара Сантоши «Хочу жениться на дочери миллионера», в которой отец персонажа Аамира Кхана произносит ту же фразу.

## Критика
Фильм провалился в прокате , а также получил негативные отзывы критиков. В частности картину ругали за слабый, шаблонный и устаревший сценарий. Актёрскую игру Намаши назвали убедительной, в то время как о работе его партнёрши Амрин отзывались неоднозначно .